# Dopolavoro Aziendale Ampelea 1940-1941
Questa voce raccoglie le informazioni riguardanti il Dopolavoro Aziendale Ampelea nelle competizioni ufficiali della stagione 1940-1941.

## Rosa
| N. |                   | Ruolo | Calciatore         |
| -- | ----------------- | ----- | ------------------ |
|    | Italia (bandiera) | P     | Duilio Chelleri    |
|    | Italia (bandiera) | P     | Vinicio Corazza    |
|    | Italia (bandiera) | D     | Corrado Davide     |
|    | Italia (bandiera) | A     | Redento Degrassi   |
|    | Italia (bandiera) | D     | Massimo Degara     |
|    | Italia (bandiera) | A     | Ottavio Dudine     |
|    | Italia (bandiera) | D     | Giacinto Fontegher |
|    | Italia (bandiera) | D     | Vittorio Godini    |
|    | Italia (bandiera) | A     | Emilio Lorenzutti  |

| N. |                   | Ruolo | Calciatore         |
| -- | ----------------- | ----- | ------------------ |
|    | Italia (bandiera) | A     | Marino Merlach     |
|    | Italia (bandiera) | D     | Giordano Milloch   |
|    | Italia (bandiera) | C     | Mario Mlacher      |
|    | Italia (bandiera) | P     | Ferruccio Moscolin |
|    | Italia (bandiera) | C     | Giordano Roset     |
|    | Italia (bandiera) | D     | Nicola Stante      |
|    | Italia (bandiera) | C     | Ettore Valcareggi  |
|    | Italia (bandiera) | C     | Claudio Zaro       |

## Risultati

### Serie C

#### Girone A

##### Girone di andata
| Isola d'Istria 20 ottobre 1940 1ª giornata | Ampelea | 1 – 1 | Marzotto Valdagno |  |

| Schio 27 ottobre 1940 2ª giornata | Schio | 1 – 0 | Ampelea |  |

| Isola d'Istria 3 novembre 1940 3ª giornata | Ampelea | 2 – 1 | Ferrara |  |

| Belluno 10 novembre 1940 4ª giornata | Belluno | 2 – 0 | Ampelea |  |

| Isola d'Istria 17 novembre 1940 5ª giornata | Ampelea | 2 – 2 | Grion Pola |  |

| Rovigo 24 novembre 1940 6ª giornata | Rovigo | 3 – 2 | Ampelea |  |

| Isola d'Istria 8 dicembre 1940 7ª giornata | Ampelea | 1 – 0 | San Donà |  |

| Monfalcone 15 dicembre 1940 8ª giornata | CRDA Monfalcone | 4 – 0 | Ampelea |  |

| Trieste 22 dicembre 1940 9ª giornata | Ponziana | 0 – 1 | Ampelea |  |

| Isola d'Istria 29 dicembre 1940 10ª giornata | Ampelea | 2 – 1 | Pieris |  |

| Gorizia 5 gennaio 1941 11ª giornata | Pro Gorizia | 3 – 2 | Ampelea |  |

| Isola d'Istria 12 gennaio 1941 12ª giornata | Ampelea | 1 – 1 | Fiumana |  |

| Treviso 19 gennaio 1941 13ª giornata | Treviso | 1 – 1 | Ampelea |  |

| Isola d'Istria 26 gennaio 1941 14ª giornata | Ampelea | 2 – 2 | Mestre |  |

| 2 febbraio 1941 15ª giornata |  | – Turno di riposo |  |  |

##### Girone di ritorno
| Valdagno 9 febbraio 1941 16ª giornata | Marzotto Valdagno | 5 – 1 | Ampelea |  |

| Isola d'Istria 16 febbraio 1941 17ª giornata | Ampelea | 1 – 0 | Schio |  |

| Ferrara 23 febbraio 1941 18ª giornata | Ferrara | 8 – 2 | Ampelea |  |

| Isola d'Istria 2 marzo 1941 19ª giornata | Ampelea | 1 – 2 | Belluno |  |

| Pola 9 marzo 1941 20ª giornata | Grion Pola | 3 – 1 | Ampelea |  |

| Isola d'Istria 16 marzo 1941 21ª giornata | Ampelea | 0 – 0 | Rovigo |  |

| San Donà 23 marzo 1941 22ª giornata | San Donà | 1 – 1 | Ampelea |  |

| Isola d'Istria 30 marzo 1941 23ª giornata | Ampelea | 3 – 2 | CRDA Monfalcone |  |

| Isola d'Istria 6 aprile 1941 24ª giornata | Ampelea | 1 – 2 | Ponziana |  |

| Pieris 13 aprile 1941 25ª giornata | Pieris | 3 – 1 | Ampelea |  |

| Isola d'Istria 20 aprile 1941 26ª giornata | Ampelea | 3 – 0 | Pro Gorizia |  |

| Fiume 25 maggio 1941 27ª giornata | Fiumana | 4 – 2 | Ampelea |  |

| Isola d'Istria 4 maggio 1941 28ª giornata | Ampelea | 1 – 0 | Treviso |  |

| Mestre 11 maggio 1941 29ª giornata | Mestre | 1 – 0 | Ampelea |  |

| 18 maggio 1941 30ª giornata |  | – Turno di riposo |  |  |

### Coppa Italia
| Pola 22 settembre 1940 Qualificazioni | Grion Pola | 2 – 1 | Ampelea |  |